# Andrei Hoteev
Andrej Hoteev (russisch Андрей Хотеев / Andrei Chotejew; * 2. Dezember 1946 in Leningrad; † 28. November 2021) war ein in Deutschland lebender russischer Pianist.

## Leben

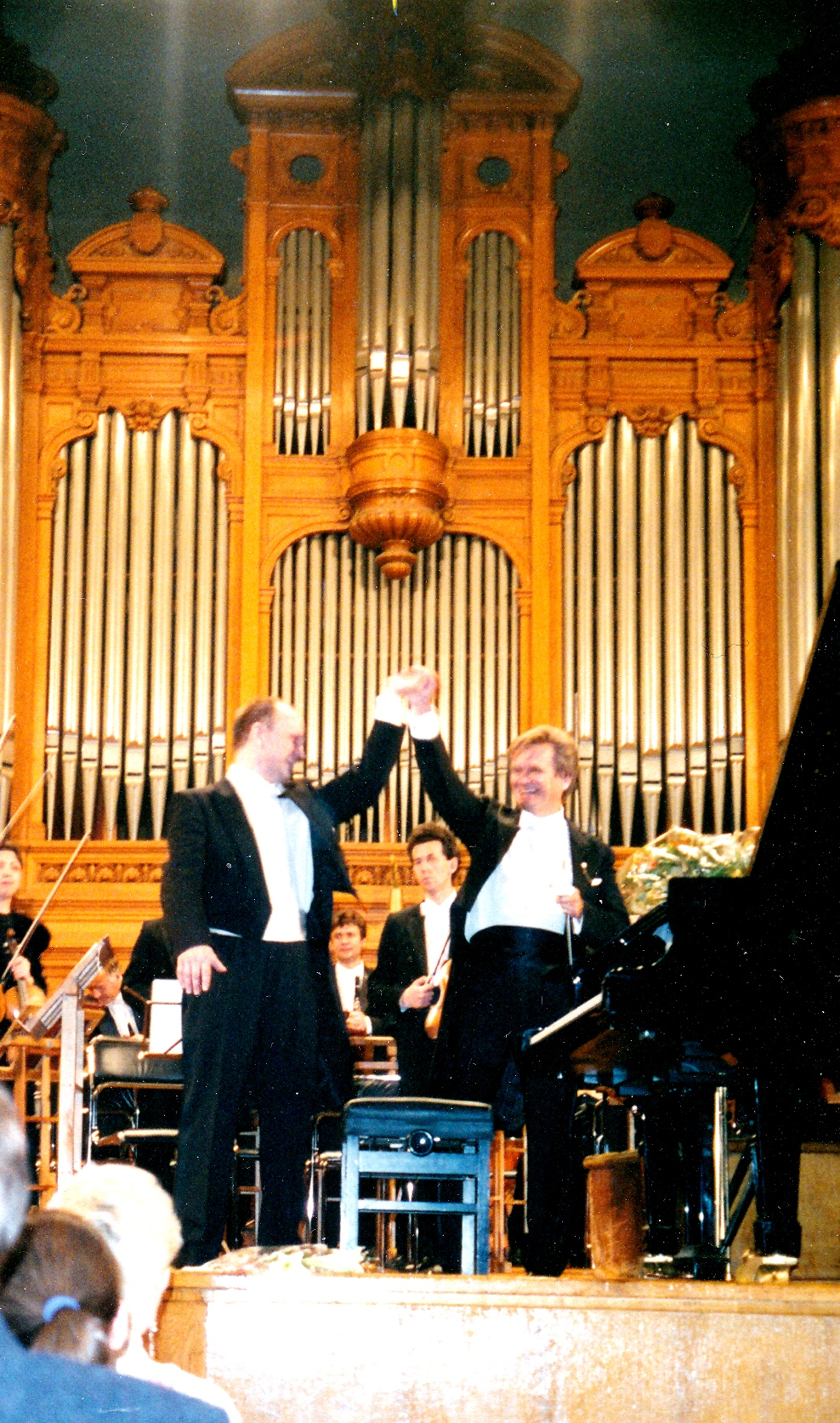
Andrej Hoteev und Vladimir Fedoseyev in Moskau 1996

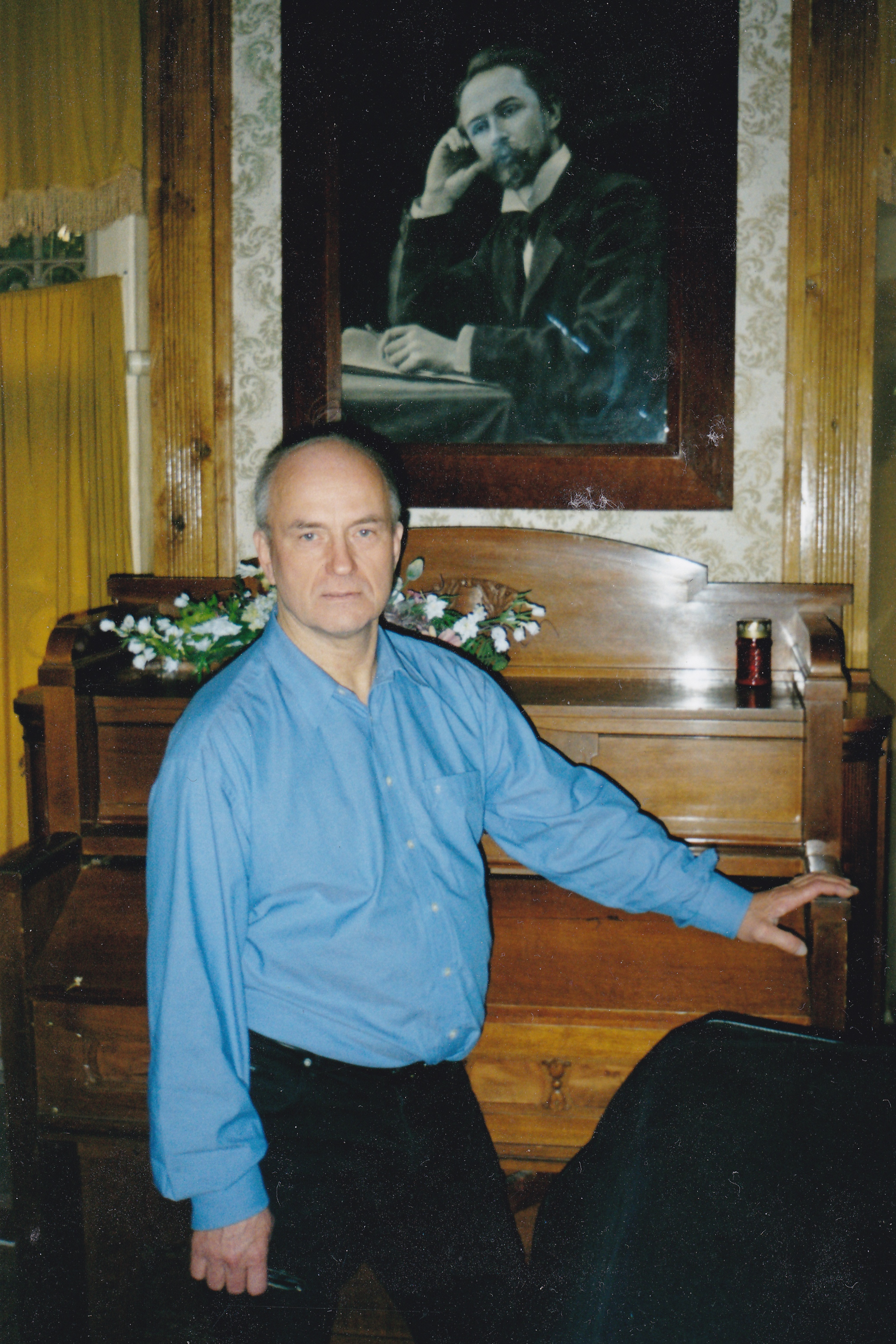
Andrej Hoteev in Skrjabin-Museum Moskau, 2005

Andrej Hoteev studierte am Sankt Petersburger Konservatorium bei Nathan Perelman und am Moskauer Konservatorium bei Lew Naumow. 1983 gab er sein Debüt im Kleinen Saal des Moskauer Konservatoriums. Es folgten weitere Auftritte in Russland. Die künstlerische Begegnung mit Swjatoslaw Richter im Juni 1985 in Sankt Petersburg gab den entscheidenden Impuls für den pianistischen Stil von Andrej Hoteev. Nach zunehmender Behinderung seiner konzertanten und musikwissenschaftlichen Tätigkeit durch staatliche Stellen war es ihm, nach zeitweisem Auftrittsverbot, erst ab 1990 möglich, auf Empfehlung von Valery Gergiev Konzerte in den Niederlanden und in Deutschland zu geben.
1993 unternahm Hoteev seine erste Europa-Tournee durch Russland, Großbritannien, Deutschland, Belgien und Spanien und machte seine erste CD-Aufnahme in Frankreich. Das St.-Petersburger Fernsehen übertrug im Oktober 1993 ein Konzert mit Hoteev und dem Sankt Petersburger Symphonieorchester aus dem Großen Saal der Sankt Petersburger Philharmonie. Auf dem Programm stand eine Neufassung des 3. Klavierkonzertes von Pjotr Iljitsch Tschaikowski mit Erläuterungen von Hoteev, der die dreisätzige Urfassung des Werkes nach den Handschriften des Komponisten wiederentdeckt hatte. Im selben Jahr übersiedelte er mit seiner Familie nach Hamburg.
1995 gastierte Hoteev in Frankreich. Er trat in der Pariser Salle Pleyel und beim Montpellier Festival von Radio France auf, spielte mit dem Orchestre National du Capitole de Toulouse, dem Orchestre National de Montpellier und dem Pariser Concerts Lamaureux Symphonieorchester.
Hoteev arbeitete regelmäßig mit Dirigenten wie Thomas Sanderling, Wladimir Fedosejew, Andrey Boreyko, Eri Klas, Avi Ostrovski, Woldemar Nelsson, Pawel Kogan, Rawil Martynow, Wladislav Tschernuschenko und Vladimir Altschuller zusammen. Auch trat er als Liedbegleiter von Sergei Aleksashkin und Robert Holl auf. Seit 2006 arbeitete er mit der Sopranistin Anja Silja zusammen und realisierte mit ihr mehrere Projekte.
Bekannt wurde Hoteevs Weltpremiere des Zyklus der drei Klavierkonzerte sowie der „Fantaisie de Concert“ für Klavier und Orchester von Tschaikowski, die er im November 1996 in ihrer Urfassung in Moskau präsentierte und in dieser Fassung 1998 – ergänzt durch die „Ungarischen Zigeunerweisen“ von Franz Liszt/Sophie Menter in Tschaikowskis Orchestrierung und das „Allegro c-moll“ – in einer CD-Aufnahme einspielte.
2006 realisierte er im Großen Saal der Laeiszhalle Hamburg ein eigenes Projekt aus Farblicht, Bild und Musik. Als Solist der Hamburger Symphoniker unter Andrey Boreyko präsentierte er die rekonstruierte Farblichtpartitur von Alexander Skrjabins Prométhée. Le Poème du feu sowie die Farblicht- und Bildpartitur von Wassily Kandinsky zu Modest Mussorgskis „Bilder einer Ausstellung“.
2012 verwendete Hoteev beim Usedomer Musikfestival zusammen mit dem Philharmonischen Orchester Nowosibirsk unter Thomas Sanderling die Originalpartitur des Konzertes für Klavier und Streichorchester von Alfred Schnittke.
2014 veröffentlichte Hoteev eine neue CD-Einspielung von Mussorgskis Bilder einer Ausstellung nach den Originalmanuskripten aus der Russischen Nationalbibliothek St. Petersburg, die laut seiner Forschung zahlreiche wesentliche Abweichungen zu allen Notenausgaben enthält. Im CD-Beiheft sind die wichtigsten Abweichungen auch anhand von Abbildungen aus den Manuskripten nachvollziehbar dokumentiert. Das Magazin Fono Forum schildert den Eindruck der expressiven Kraft, der Dynamik, des Farbenreichtums und der Intensität des Originals. Dieses Album „Pure Mussorgsky“ vom Label Berlin classics wurde für den Preis der Deutschen Schallplattenkritik nominiert.
Im Januar 2015 wurde Andrei Hoteev mit dem „Diapason 5“ (Frankreich) für herausragende CD-Einspielung ausgezeichnet.
Im Sommer 2016 nahm Hoteev in Bayreuth sein neues Richard-Wagner-Album „Declarations of Love: Complete piano works and piano songs for Mathilde and Cosima” auf. Neben „Wesendonck-Sonate“ in As-dur für Klavier WWV 85 und einigen Klavierminiaturen sind als Weltersteinspielung zusammen mit der Sopranistin Maria Bulgakova “Vier weiße Lieder“ (1868) und die erste Fassung der Wesendonck-Lieder veröffentlicht (Hänssler Classic HC16058 2017).
Hoteev war mit der russischen Pianistin Olga Hoteeva verheiratet. Mit ihr veröffentlichte er 2012 eine CD mit 22 unbekannten, von ihm bei seinen Tschaikowski-Studien wiederentdeckten Original-Transkriptionen von Sergei Rachmaninow für Klavier zu 4 Händen nach Tschaikowskis Ballett Dornröschen.

## Diskographie
- Tschaikowski: Piano Concerto Nr. 3., Dumka 1993.
- Tschaikowski: Die vier Klavierkonzerte, Zigeunerweisen und Allegro c-moll in ungekürzter Urfassung. 3 CDs, 1998.
- Russian songs: Rachmaninow: 10 Lieder; Mussorgski: Lieder und Tänze des Todes; Skrjabin: Klaviersonate Nr. 9 „Schwarze Messe“; mit Anja Silja, Sopran. Aufnahme: Berlin, Jesus-Christus-Kirche, RCA Red Seal (Sony Music) 2009.
- Tschaikowski/Rachmaninow: Sleeping Beauty/Dornröschen. Große Ballett-Suite für Klavier zu 4 Händen. Andrej Hoteev und Olga Hoteeva, Klavier. 2012.
- „Pure Mussorgsky“: Bilder einer Ausstellung und  Lieder und Tänze des Todes – gespielt aus den Originalhandschriften; Andrej Hoteev (Klavier) und Elena Pankratova (Sopran) Berlin classics/Edel 2014[29]
- Wagner „Declarations of Love. Complete Piano Works and Piano Songs for Mathilde and Cosima“: „Wesendonck-Sonata“ Piano Sonata in A flat Major WWV 85 – „Sleepless“ Music Letter for piano in G Major – „Schmachtend“ Piano Elegie for Cosima in A-flat Major – Wesendonck-Lieder 1. Version, 1857/58 – „Vier weiße Lieder“,1868. Andrej Hoteev, piano; Maria Bulgakova, soprano Hänssler Classic HC16058  2017[30]
- „Tschaikovsky.The Seasons & Dumka“:„Die Jahreszeiten, Zwölf charakteristische Bilder“ op. 37bis und „Dumka“ op. 59. Andrej Hoteev (piano) Profil-Edition Günter Hänssler PH18088 2019[31]

DVDs
- Mussorgski: Bilder einer Ausstellung. 2001.
- Prokofjew: Die sechste Klaviersonate. (op. 82), 2003

Andrej Hoteev gab seiner Forschung nach bei dem Wiener Musikverlag Doblinger die „Vier weiße Lieder“ Richard Wagners als Urtextausgabe heraus. ISMN 979-0-012-20472-5